# Nicolsonia juruenensis
Nicolsonia juruenensis là một loài thực vật có hoa trong họ Đậu. Loài này được (Hoehne) Schindl. mô tả khoa học đầu tiên năm 1927.